# Bondsraad van de Noord-Duitse Bond en het Duitse Keizerrijk

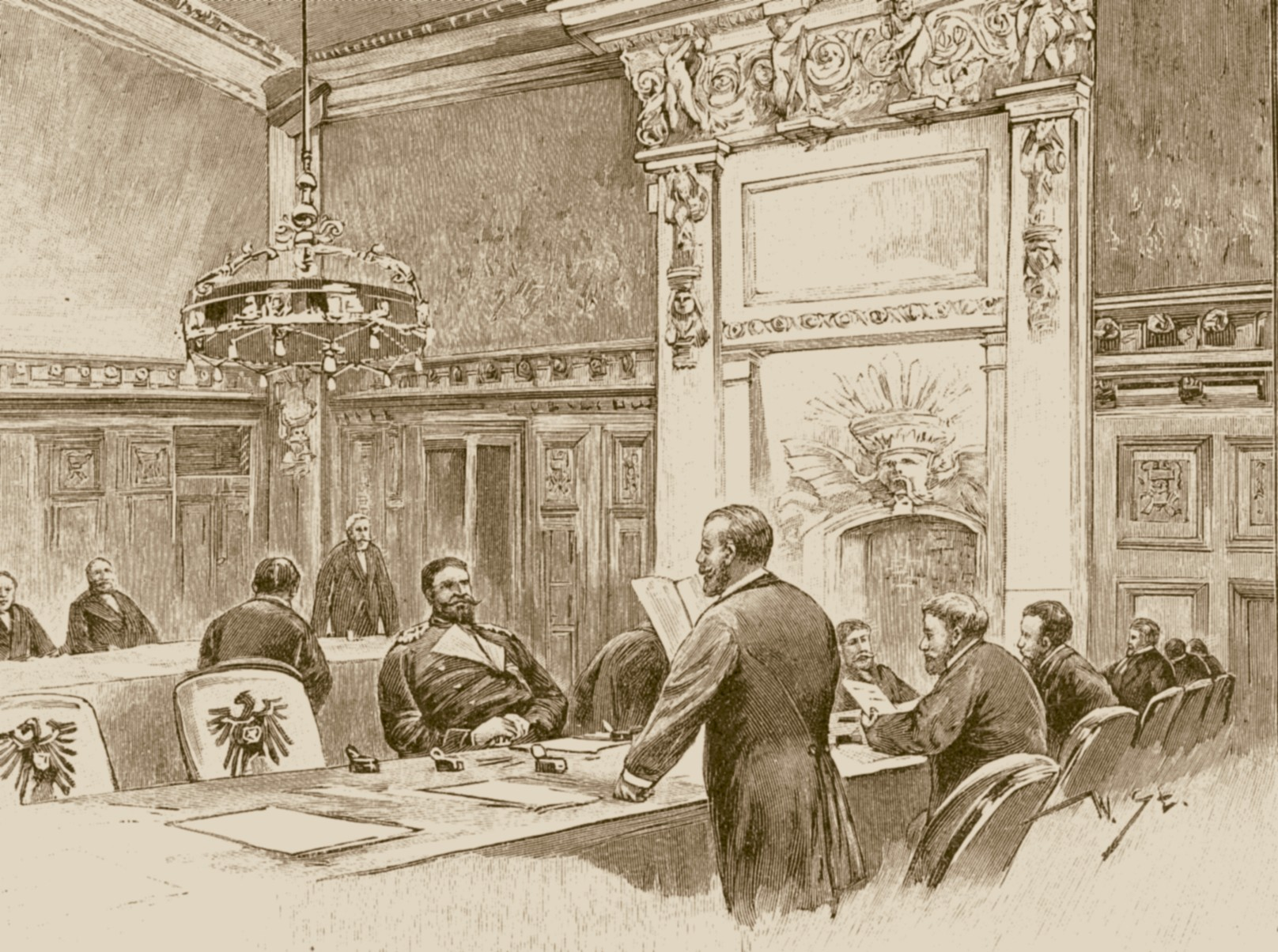
Conferentiezaal van de Bondsraad in het Rijksdaggebouw (rond 1894)

De Bondsraad (Duits: Bundesrat, oorspronkelijk Bundesrath, de “h” ging pas verloren met de spellingwijziging van 1901) was een staatsorgaan van de Noord-Duitse Bond (1867–1870) en het Duitse Keizerrijk (1871–1918). Deze raad bestond uit afgevaardigden van de afzonderlijke staten en vertegenwoordigde de deelstaten die samen Duitsland vormden. Voor de inwerkingtreding van federale- of rijkswetten was de goedkeuring van de Bondsraad en Rijksdag vereist. Daarnaast had de Bondsraad medezeggenschap over eventuele andere handelingen van de Rijksdag of de keizer. De Bondsraad was ook verantwoordelijk voor bepaalde constitutionele taken.
Deskundigen op het gebied van het constitutionele recht beschouwen de Bondsraad als het hoogste grondwettelijke orgaan van het keizerrijk, hoewel de politieke invloed in werkelijkheid veel minder groot was. De voorzitter van de Bondsraad was de bondskanselier of rijkskanselier, die de vergaderingen voorzat en de besluiten uitvoerde. Hij had geen stem- of initiatiefrecht. Dat betekende dat hij geen wetten kon voorstellen, hoewel hij als kanselier aan het hoofd van de regering stond.
In de praktijk waren de kanselier en de minister-president van Pruisen bijna altijd dezelfde persoon. Als minister-president van Pruisen kon de kanselier daarom optreden als lid van de Bondsraad en wetsvoorstellen indienen. De afgevaardigden van Pruisen hadden 17 van de 58 (vanaf 1911 waren het er 61) stemmen. Pruisen had de meeste stemmen. Het aantal kwam echter niet overeen met het werkelijke overwicht van Pruisen, dat twee derde van het rijksgebied in handen had. Pruisen (oftewel de kanselier) had de steun van de andere lidstaten in de Bondsraad nodig om de macht van de Bondsraad voor eigen belang te kunnen gebruiken.

## Benaming
De term “Bondsraad” werd al in 1814/1815 in de ontwerpgrondwet van de Duitse Bond gebruikt. De term komt ook voor in de Frankfurter Reformakte van 1863, waarin Oostenrijk beschrijft hoe de Duitse confederatie zou moeten worden hervormd. Die Bondsraad leek op de Engere Rat van de Bondsdag en ook op de latere eigenlijke Bondsraad, namelijk een permanent congres van gezanten met vertegenwoordigers van de afzonderlijke staten.
In den Verfassungstexten erscheint der Bundesrat als Bundesrath, das „h“ verlor das Wort Rath erst durch die Rechtschreibreform von 1901. Toen de Noord-Duitse Bond in 1871 werd uitgebreid tot het Duitse Keizerrijk, wilde de keizer de Bondsraad hernoemen tot Rijksraad. Zijn kanselier Otto von Bismarck overtuigde hem ervan dat het federale karakter van het orgaan verder benadrukt moest worden. De naam van de Bondsraad werd daarom pas tijdens de Weimarrepubliek gewijzigd in Rijksraad.

## Bevoegdheden

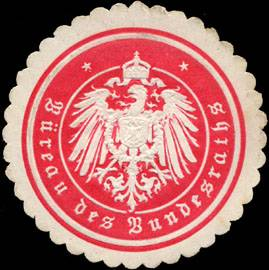
Zegel: „Büreau des Bundesraths“ (rond 1900)

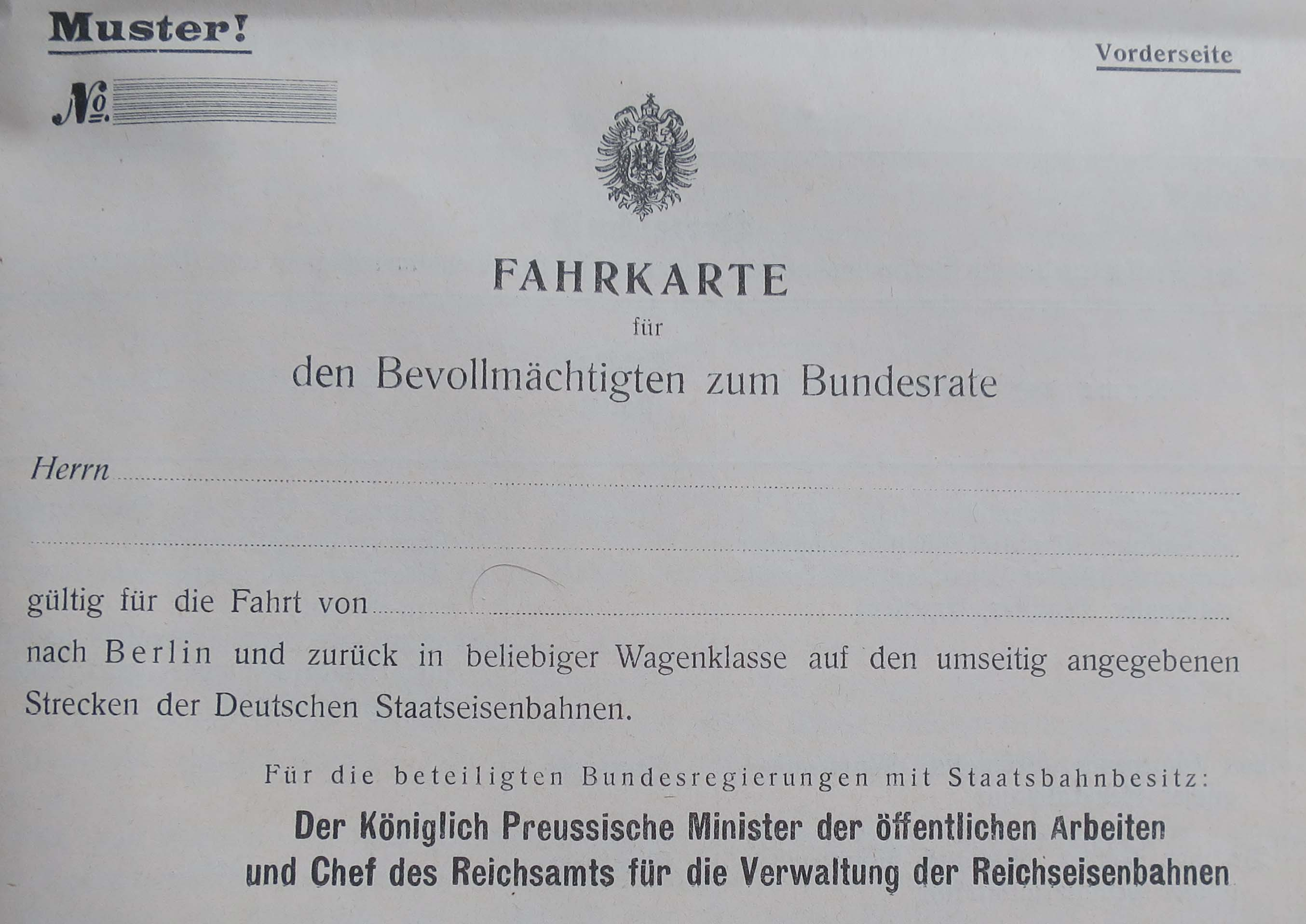
Voorbeeld van een gratis vervoersbewijs voor de afgevaardigden van de staten in de Bondsraad (1912)

In de Bondsraad kwamen wetgevende en uitvoerende bevoegdheden samen in overeenstemming met de Grondwet en de rijkswetten. De Bondsraad had dus constitutioneel gezien een hybride karakter. De Bondsraad was ook belast met beperkte grondwettelijke bevoegdheden en had de volgende wetgevende en uitvoerende taken:
- Deelname op gelijke voet met de Rijksdag
  - aan de wetgeving van het keizerrijk (artikel 5),
  - en aan de begroting en andere financiële beslissingen (artikelen 69 en 73),
- Deelname aan de totstandkoming van internationale verdragen en oorlogsverklaringen (artikel 69),
- Met de keizer besluit nemen over een ontbinding van de Rijksdag (artikel 24),
- Vaststelling van verordeningen en algemene bestuursrechtelijke voorschriften (artikel 7),
- Deelname aan de benoeming van rijksambtenaren,
- Vaststelling van tekortkomingen van het toezicht door het Rijk (artikel 7),
- Besluit tot het inleiden van rijksexecutie (artikel 19).

Vanaf 1877, toen de autonomie in Elzas-Lotharingen groter werd, besloot de Landesausschuss (oude benaming van de landdag) over de deelstaatwetten. Deze wetten werden echter formeel door de keizer uitgevaardigd en de Bondsraad moest zijn toestemming geven.
De Noord-Duitse Bond of het Duitse Keizerrijk kende geen constitutioneel hof, in tegenstelling tot de Rijksgrondwet van 1849, die dergelijke taken toevertrouwde aan het hoogste gerechtshof van het rijk. De oplossing van Bismarck was vergelijkbaar met die in de Duitse Bond in de zin dat de door hem opgestelde grondwet bepaalde taken aan de Bondsraad toewees:
- Uitspraak over niet-privaatrechtelijke geschillen tussen lidstaten (artikel 76),
- Beslechting van constitutionele geschillen binnen de lidstaten (artikel 76),
- Het verlenen van justitiële bijstand in geval van rechtsweigering van een lidstaat (artikel 77). Voor geschillen tussen en binnen lidstaten leek het legitiem om de federale instantie, de Bondsraad, te belasten met de arbitrage. In wezen was de functie juridisch van aard.[4]

## Werking

### Afgevaardigden en stemmingen
Elke lidstaat kon voorstellen indienen bij de Bondsraad en had ten minste één stem. Als een lidstaat meer stemmen had, moesten deze op een uniforme manier worden uitgebracht. De afgevaardigden mochten niet naar eigen goeddunken stemmen. De gewone meerderheid van de uitgebrachte stemmen (niet: van alle beschikbare stemmen) was doorslaggevend. Bij staking van stemmen waren de stemmen van Pruisen beslissend.
Een afgevaardigde kon een deelstaatsminister zijn, maar dat hoefde niet. Bismarck wilde de Bondsraad belangrijker maken met de benoeming van deelstaatsministers, maar veel staten benoemden gewoon hun ambtenaren of afgezanten in Berlijn. (De lidstaten mochten verder hun eigen buitenlandse vertegenwoordiging hebben). Pruisen benoemde in toenemende mate niet alleen zijn eigen deelstaatsministers, maar ook staatssecretarissen van de rijksdiensten (een soort rijksminister) als zijn afgevaardigden in de Bondsraad.
Er was één grote onverenigbaarheid: een afgevaardigde mocht niet tegelijkertijd lid zijn van de Rijksdag (artikel 9 lid 2). Dit werd beschouwd als een obstakel voor de constitutionele democratie met wetgevende parlementen, hoewel de kanselier of een staatssecretaris geen lid van de Bondsraad hoefde te zijn. Toen in 1917/18 politici van de Rijksdag staatssecretarissen werden, behielden zij hun Rijksdagmandaat en werden zij niet benoemd tot afgevaardigden van Pruisen of een andere staat. Maar daarmee hadden ze minder macht dan hun collega's die lid waren van de Bondsraad. Hoewel het artikel niet werd geschrapt tijdens de oktoberhervormingen van 1918, kregen de staatssecretarissen het recht om in de Rijksdag te spreken, ook al waren ze geen lid van de Bondsraad. Pruisen had een vetorecht in zaken land- en zeemacht (artikel 5) en op bepaalde accijns en de douane. De 17 Pruisische stemmen waren ook voldoende voor een vetorecht op grondwetswijzigingen (14 stemmen).

### Stemverdeling
Het exacte aantal stemmen per lidstaat was vastgelegd in de federale Grondwet (artikel 6). In 1867 bedroeg het totale aantal stemmen 43. Deze aantallen waren gebaseerd op de Duitse Bond. In de Grondwet van 1867 stond dat Pruisen, samen met de “vroegere stemmen van Hannover, Keurvorstendom Hessen, Holstein, Hessen-Nassau en Frankfurt” (in de oude Bondsdag), op 17 stemmen kwam. Pruisen had deze staten in 1866 geannexeerd. Tijdens de plenaire vergadering van de oude Bondsdag (70 stemmen in totaal) hadden Pruisen en Hannover oorspronkelijk elk vier stemmen, Keur-Hessen en Holstein elk drie, Nassau twee en Frankfurt één stem. In totaal hadden ze dus 17 stemmen.
Hessen-Darmstadt had aanvankelijk slechts 1 stem, namelijk voor het deel van zijn grondgebied dat tot de Noord-Duitse Bond behoorde. Met de Grondwet van 1 januari 1871 en de toetreding van het resterende deel van Hessen-Darmstadt werd dit aantal verhoogd tot 3 stemmen. In dezelfde Grondwet werd ook de toetreding van Baden met 3 stemmen genoemd. Het totale aantal stemmen in de Bondsraad steeg dus van 43 naar 48. Op 16 april werd de Grondwet opnieuw gewijzigd en volgden Württemberg en Beieren. Het totale aantal stemmen steeg tot 58. Vanaf 1911 kreeg Elzas-Lotharingen 3 stemmen in de Bondsraad, hoewel het nog steeds geen lidstaat was. Dit bracht het totaal aantal stemmen uiteindelijk op 61.
Het aantal Pruisische stemmen bleef onveranderd. In 1867 had Pruisen nog bijna veertig procent van de stemmen in de Bondsraad. Dit daalde in 1871 tot iets minder dan dertig procent en in 1911 tot iets minder dan 28 procent. Ter vergelijking: de Grondwet van Weimar van 1919 beperkte het aandeel stemmen van de Pruisische Rijksraad tot een maximum van veertig procent (de zogenaamde clausula antiborussica). Zowel ten tijde van het Duitse Keizerrijk als de Weimarrepubliek woonde ongeveer twee derde van alle Duitsers in Pruisen.
| Federale staat (Duitse Rijk)      | Aantal stemmen |
| --------------------------------- | -------------- |
| Pruisen                           | 17             |
| Beieren                           | 6              |
| Saksen                            | 4              |
| Württemberg                       | 4              |
| Baden                             | 3              |
| Hessen                            | 3              |
| Elzas-Lotharingen                 | 3              |
| Mecklenburg-Schwerin              | 2              |
| Brunswijk                         | 2              |
| 17 kleine staten met elk één stem | 17             |
| Totaal                            | 61             |

### Commissies
De afgevaardigden overlegden deels in plenaire vergaderingen en deels in commissies. Sommige commissies waren niet alleen vastgelegd in het reglement van orde, maar ook in de Grondwet. Toen Beieren in 1870 toetrad tot de Bond, kreeg het na onderhandelingen het voorzitterschap van de commissie voor Buitenlandse Zaken in handen. Dit resulteerde niet in een bepaald politiek gewicht. Pruisen zat de andere commissies voor. De vaste commissies van de Bondsraad waren:
- Commissie voor Landmacht en Vestingen,
- Commissie voor Zeemacht (Marine),
- Commissie voor Douane en Belastingen (Financiën),
- Commissie voor Handel en Verkeer
- Commissie voor Spoorwegen, Post en Telegraaf,
- Commissie voor Justitie,
- Boekhoudkundige commissie,
- Commissie voor Buitenlandse Zaken,
- Commissie voor Elzas-Lotharingen,
- Constitutionele commissie,
- Commissie voor de Tarieven voor het Vrachtvervoer per Spoor.

## Ontstaan en positie in het politieke systeem

### Idee van de vorstelijke aristocratie
Volgens de Rijksgrondwet was de Bondsraad het hoogste orgaan van de gehele staat en de drager van de soevereiniteit van het Rijk. De leer van het staatsrecht beschreef het Rijk als een vorstelijke aristrocratie. Door het op deze manier te formuleren, werd de hamvraag omzeild of de keizer of de Rijksdag de soevereine positie bekleedde. Dat wil zeggen, of het Rijk nu een constitutionele monarchie was of een parlementaire democratie.
De verwarring werd nog vergroot doordat in de constitutionele monarchie de vorst nominaal heerser was, maar niet regeerde. Voor alle handelingen van een vorst was de medeondertekening van een minister vereist. Het waren dus niet de vorsten die de Bond of het Rijk hadden opgericht (zoals het leek volgens de preambule van de Grondwet), maar de regeringen, samen met de Rijksdag. De vorsten waren geen lid van de Bondsraad, maar benoemden de regeringen, die op hun beurt afgevaardigden met instructies naar de Bondsraad stuurden.

### Oorspronkelijk concept
De oorspronkelijke ontwerpgrondwet, die in 1867 aan de constituerende Rijksdag werd voorgelegd, voorzag tevens een andere rol voor de Bondsraad. De Bondsraad zou de facto de regering moeten representeren. De kanselier (en voorzitter van de Bondsraad) zou slechts een “handhaver” zijn. De Bondsraad zou in veel opzichten nog meer geleken hebben op de oude Bondsdag van de Duitse Bond. De kanselier zou veel overeenkomsten hebben met de “presidentiële afgezant” in de Bondsdag. Dit is de afgezant van Oostenrijk, die de Bondsdag voorzat. Zijn “presidentiële stem” gaf de doorslag in geval van een staking van stemmen. Verder had de presidentiële afgezant geen speciale bevoegdheden in de Bondsdag. Bismarck bedacht dat hij als minister-president van Pruisen door de “presidentiële stem” van Pruisen in de Bondsraad invloed zou kunnen uitoefenen op de kanselier, hoewel de kanselier zelf door het bondspresidium (de Pruisische koning) werd benoemd. Als kanselier had Bismarck Friedrich Carl von Savigny, de laatste Pruisische gezant van de Bondsdag, voor ogen.
De constituerende Rijksdag daarentegen was van mening dat een dergelijk systeem de uitvoerende macht op federaal niveau min of meer onaantastbaar zou maken voor de Rijksdag. In plaats daarvan wilde de Rijksdag een aansprakelijke regering, zoals bijvoorbeeld in Pruisen. In die tijd hield de aansprakelijkheid niet in dat een regering op verzoek van het parlement moest aftreden. Maar met de medeondertekening nam de regering de verantwoordelijkheid voor de handelingen van de monarch. De regering in de constitutionele monarchie was dus niet alleen maar een trouwe volger van een monarch, die zelf nog steeds als onschendbaar werd beschouwd (en niet aangeklaagd kon worden).

### Kanselier en Bondsraad

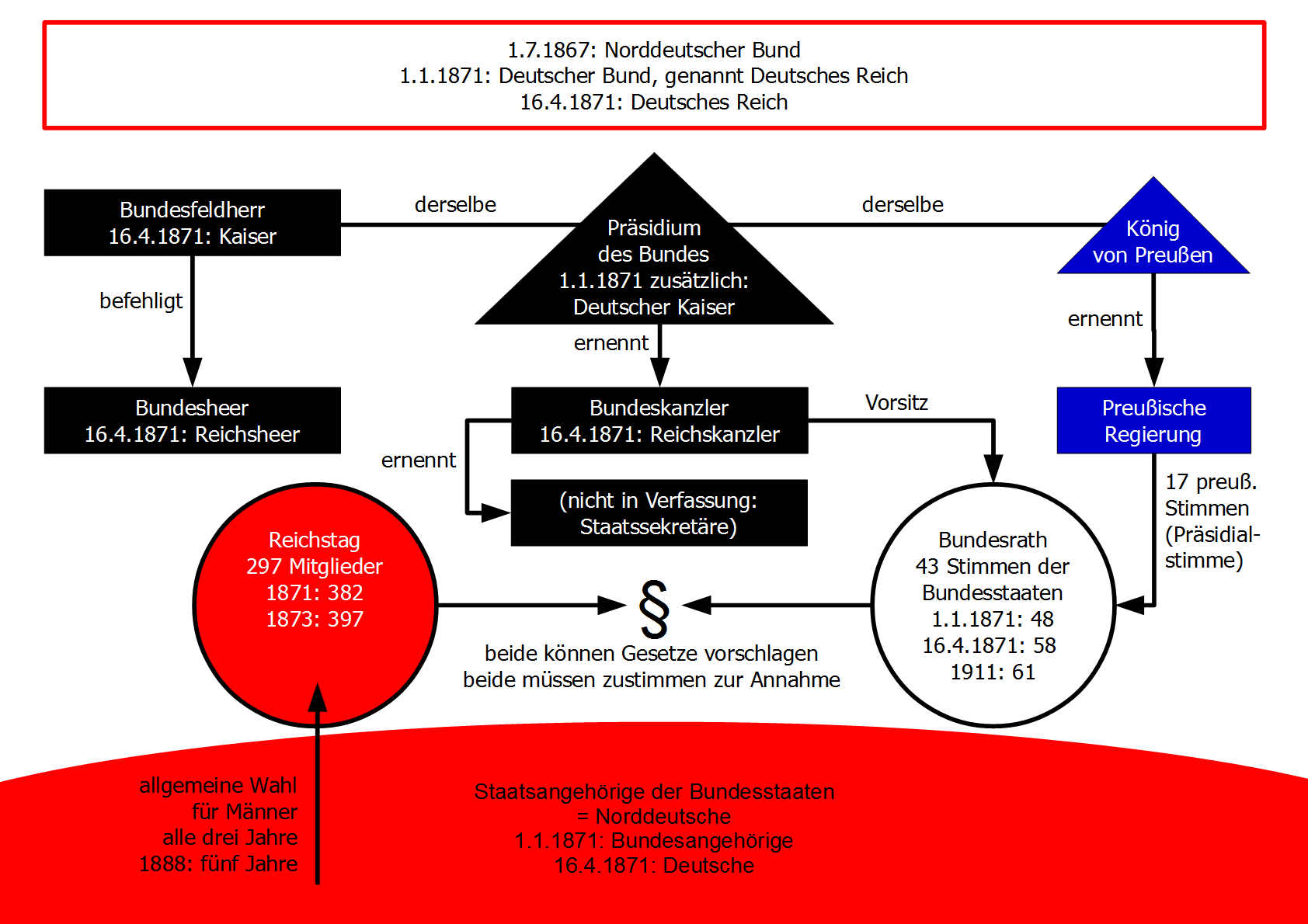
De Bondsraad binnen het politieke systeem van de Noord-Duitse Bond of het Duitse Keizerrijk

Het compromis dat in 1867 werd bereikt tussen de Rijksdag en Bismarck (Lex Bennigsen) zorgde ervoor dat de kanselier toch nog een verantwoordelijke minister werd, ook al kwam het woord “minister” niet voor in de tekst van de Grondwet. Pas hierdoor besloot Bismarck zelf kanselier te worden. Hij bleef de Pruisische minister-president en minister van Buitenlandse Zaken. Dit was alleen al zinvol omdat de uitvoerende macht op federaal niveau nog niet over een eigen regeringsapparaat beschikte. De Grondwet zelf bepaalde echter niet dat de kanselier en de Pruisische minister-president dezelfde persoon moesten zijn.
Bismarck en zijn opvolgers bereikten hun sterke positie binnen het politieke systeem alleen door deze combinatie. De bevoegdheden van de kanselier waren, vanwege de ontstaansgeschiedenis van dit ambt, nogal beperkt. In tegenstelling tot in veel andere staten had de kanselier geen spreekrecht in het parlement (de Rijksdag). Hij of de Keizer kon geen wetsvoorstellen indienen bij de Rijksdag, had geen vetorecht over wetten en kon de Rijksdag niet ontbinden. Maar dankzij zijn positie in Pruisen werd de kanselier lid van de Bondsraad, waardoor hij het recht kreeg om in de Rijksdag te spreken en hij beschikte over de 17 Pruisische stemmen in de Bondsraad. Daarmee werd de grondslag gelegd voor de meerderheidsbeslissingen van de Bondsraad. Hoewel alleen een lidstaat voorstellen mocht indienen bij de Bondsraad, was dat in de praktijk vaak de kanselier. De constitutionele macht van de Bondsraad was zo in het voordeel van de kanselier.
Om deze reden was de kanselier altijd zeer behulpzaam en vriendelijk tegen zijn collega's in de Bondsraad. En zij hielpen op hun beurt de Bondsraad om eensgezindheid uit te stralen naar de buitenwereld. Ze gebruikten bijvoorbeeld hun spreekrecht in de Rijksdag nooit om een afwijkende mening te verkondigen.
In tegenstelling tot de blijvend sterke competentie van de Bondsraad stond het gebrek aan belangstelling van het grote publiek. De Bondsraad stond hoog in aanzien bij de deskundigen, maar werd niet bijzonder bekritiseerd en wist evenmin genegenheid te creëren. De reden hiervoor was dat de Bondsraad niet in het openbaar vergaderde. Omdat de Bondsraad voor hem een belangrijk instrument was en het federalisme in het Rijk benadrukte, wilde Bismarck de belangstelling voor de Bondsraad vergroten. Hij overwoog om de bijeenkomsten in het openbaar te houden. Dit zou echter niets hebben veranderd aan het feit dat het volk toch meer geïnteresseerd was in de unitaire (naar eenheid strevende) organen zoals de keizer en de Rijksdag.

## Eerste Wereldoorlog
De Rijksdag keurde vlak na de uitbraak van de oorlog op 4 augustus 1914 unaniem een reeks wetten goed: het ging onder meer om de Machtigingswet, Gesetz über die Ermächtigung des Bundesrats zu wirtschaftlichen Maßnahmen und über die Verlängerung der Fristen des Wechsel- und Scheckrechts im Falle kriegerischer Ereignisse (wet op de machtiging van de Bondsraad om economische maatregelen te treffen en op de verlenging van de geldigheidsduur van het wissel- en chequerecht in geval van oorlog). Met de machtigingswet droeg de Rijksdag haar medezeggenschapsrechten in de wetgeving gedeeltelijk over aan de Bondsraad.
Dit was op zich al een ongrondwettige daad of een grondwetsdoorbreking, die volgens het constitutionele recht behoorlijk controversieel was. De term “economisch” kon op verschillende manier worden geïnterpreteerd, toch heeft de Bondsraad matig gebruik gemaakt van de machtigingswet. De Bondsraad moest de noodverordeningen voorleggen aan de Rijksdag, die echter zelden verzet aantekende. Beide organen gingen een openlijk conflict uit de weg.
Tegen het einde van de oorlog werd op 10 november 1918 een bijeenkomst gehouden in het paleis van de rijkskanselier. De nieuwe Raad van Raad van Volksvertegenwoordigers (Rat der Volksbeauftragten), die de belangen behartigde van de keizer en de kanselier, had ook de president van de Rijksdag, Constantin Fehrenbach, uitgenodigd om deel te nemen. Tijdens de vergadering zei de voorzitter van de Raad, Friedrich Ebert, dat de Rijksdag niet opnieuw bijeengeroepen moest worden; er was nog geen besluit genomen over de ontbinding van de Rijksdag.
Volgens de grondwet was een besluit van de Bondsraad nodig om de Rijksdag te ontbinden. Tijdens de revolutie was er echter geen plaats voor de Bondsraad als uitvoerend en wetgevend orgaan. Aan de andere kant wilde Ebert de Bondsraad niet ontbinden omdat hij de (inmiddels revolutionaire) staatsregeringen niet tegen zich wilde opzetten. Ten slotte vaardigde de Raad op 14 november een verordening uit, volgens welke de Bondsraad zijn bestuursrechtelijke bevoegdheden moest blijven uitoefenen. Dit betekende impliciet dat de resterende bevoegdheden vervielen.